# San Andreas (film)
San Andreas je americký katastrofický film z roku 2015 režiséra Brada Peytona. Na scénáři spolupracoval Jeremy Passmore, Carlton Cuse a Andre Fabrizio. Natáčení filmu začalo 22. dubna 2014 ve státě Queensland v Austrálii a skončilo 27. července v San Francisku. Film byl celosvětově dostupný ve 2D a 3D formátu 29. května 2015, vysloužil si protichůdné recenze od kritiků a tvůrcům vynesl 473 milionů dolarů.

## Děj
Raymond „Ray“ Gaines (Dwayne Johnson) je letecký záchranář v Los Angeles, který se právě rozvádí se svojí ženou Emmou (Carla Gugino). Se svou dcerou Blake (Alexandra Daddario) oba dva plánují cestu do města San Francisco.
Mezitím pracuje seismolog Lawrence Hayes (Paul Giamatti) a jeho kolega dr. Kim Park (Will Yun Lee) na výzkumu v Hoover Dam - zkoumají totiž nové zemětřesení. V nedalekém okolí se udála dosud neznámá událost. Začal se posouvat zlom San Andreas, který vyvolá zemětřesení o síle 7,1 magnituda. Tyto zemětřesné vlny zboří hráz a zabijí Dr. Kima Parka poté, co zachrání malou holčičku. Když je kvůli této přírodní katastrofě Ray povolán na záchranné práce, Blake jede s matčiným novým přítelem Danielem Riddickem (Ioan Gruffudd) na výlet do San Franciska, namísto toho, aby tam s nimi jel Ray.
Hayes zjistí, že zlom San Andreas se přesouvá a brzy způsobí další závažné zemětřesení, kvůli němuž budou zničena města podél zlomové linie. Emma právě obědvá v hotelu v centru Los Angeles s Danielovou sestrou Susan (Kylie Minogue), když posuny zlomu San Andreas vyvolávají zemětřesení o síle 9,1 magnituda. Ray nevolá pohotovostní službu, což by udělat měl, ale namísto toho sám zachrání Emmu z hroutící se budovy a společně odletí z města na palubě Rayova vrtulníku.
V San Francisku Daniel přináší v náručí Blake do své kanceláře, ve které se setká Benem Taylorem (Hugo Johnstone-Burt) a jeho bratrem Olliem Taylorem (Art Parkinson). Daniel a Blake chtějí opustit budovu, ale uvíznou v autě v garáži, protože se kvůli dalším otřesům začínají hroutit části budovy. Daniel uteče a zachrání se, ale Blake je stále uvězněna v autě. Ben a Ollie jí pomohou uniknout a pak zavolají Rayovi a Emmě, aby ji přijeli do San Francisca zachránit.
Na cestě Rayův vrtulník selže. Kvůli poruše jsou okolnostmi donuceni nouzově přistát a přistanou do obchodu s oblečením. Uprostřed chaosu a rabování ukradnou pick-up a společně s Emmou utíkají. Po cestě si všimnou dvou důchodců kteří na ně volají a tak zastaví a právě včas protože zjistí že přímo před autem se objeví obrovská díra a Ray s Emmou dají své auto důchodcům protože zlomili poloosu a Ray si všimne že pán měl čepici s logem letiště a tak si vezmou letadlo a letí do San Francisca a vyskočí padákem. Ray a Emma si poté uvědomili, že nemohou jet přes zničené a vodou zaplavené město. Ukradnou loď a plují v zálivu. Vidí, že voda v zálivu začíná ustupovat, což naznačuje, že se blíží megatsunami.
Jak se blíží, Blake, Ben a Ollie běží do budovy. Vlna pak pokračuje do zničeného města, zaplavuje výletní lodě a zaplaví budovu, v níž se Blake nachází. Emma a Ray konečně našli, na jakém místě se Blake, Ben a Ollie nachází. Ray se vrhne do budovy, aby zachránil Blake, když v tom Blake upadá do bezvědomí. Mezitím Emma rozbije lodí okno zaplavené budovy a lidé z ní mohou uniknout. Blake, Emma i Ray jsou společně na lodi a snaží se dostat Blake z bezvědomí. Úspěšně. Rodina je opět spolu a Ray s Emmou přemýšlí o společné budoucnosti.
Na zbytcích mostu Golden Gate Bridge se rozvine americká vlajka, v naději, že město se zotaví a obnoví, zatímco záchranná vozidla klesají na výrazně pozměněný terén Sanfranciského zálivu, která se nyní rozšířila od San Jose k Santa Cruz, čímž ze Sanfranciského poloostrova vytvořila ostrov.

## Obsazení
- Dwayne Johnson[2] jako Raymond "Ray" Gaines, záchranný pilot
- Carla Gugino jako Emma Gaines, Rayova bývalá manželka
- Alexandra Daddario[3] jako Blake Gaines, dcera Raye a Emmy
- Hugo Johnstone-Burt jako Ben Taylor, anglický architekt a přítel Blake
- Art Parkinson jako Ollie Taylor, Benův mladší bratr
- Ioan Gruffudd jako Daniel Riddicka, Emmin přítel
- Paul Giamatti jako Dr. Lawrence Hayes, seismolog
- Archie Panjabi jako Serena Johnson, novinář
- Will Yun Lee jako Dr. Kim Park, seismolog a partner Lawrence
- Kylie Minogue jako Susan Riddick, Danielova sestra
- Alec Utgoff jak Alexiho, student Lawrence
- Marissa Neitling jako Phoebe, student Lawrenc
- Todd Williams jako Marcus kryty, Rayův partner
- Colton Haynes jako Joby O'Leary, Rayův partner
- Morgan Griffin jako Natalie, mladá dívka zachráněna Rayem na začátku filmu
- Breanne Hill jako Larissa, servírka
- Matt Gerald jako Harrison
- Julian Shaw jako Stoner
- Richard Armitage jako číšník

## Hudba
Dne 24. července 2014 bylo oznámeno, že Andrew Lockington bude skládat hudbu k filmu.

## Přijetí
Film vydělal 155,2 milionů dolarů v Severní Americe a 318,5 milionů dolarů v ostatních oblastech, celkově tak vydělal 472,6 milionů dolarů po celém světě. Rozpočet filmu činil 110 milionů dolarů. Stal se nejvýdělečnějším filmem roku 2015 pro Warner Bros.. Za první víkend vydělal 54,5 milionů dolarů. Druhý víkend vydělal 26,4 milionů a spadl z prvního místa nejnavštěvovanějších filmů na druhé, kdy ho překonal film Spy.
Na recenzní stránce Rotten Tomatoes získal z 210 započtených recenzí 48 procent s průměrným ratingem 5,3 bodů z deseti. Na serveru Metacritic snímek získal z 42 recenzí 43 bodů ze sta. Na Česko-Slovenské filmové databázi snímek získal 57%.